# How Mary Fixed It
How Mary Fixed It è un cortometraggio muto del 1911. Il nome del regista non viene riportato.

## Produzione
Il film fu prodotto dall'Independent Moving Pictures Co. of America (IMP).

## Distribuzione
Il film - un cortometraggio in una bobina - uscì nelle sale nel 1911, distribuito dalla Motion Picture Distributors and Sales Company. Nel 1915, la Universal Film Manufacturing Company ne fece uscire una riedizione il 25 gennaio, dopo che la IMP era, nel 1912, confluita nell'Universal e parte del catalogo dei film trovò una nuova distribuzione.

### Date di uscita
- USA	1911
- USA	25 gennaio 1915	 (riedizione)